# Букаферара (Пезаро и Урбино)
Букаферара је насеље у Италији у округу Пезаро и Урбино, региону Марке.
Према процени из 2011. у насељу је живело 52 становника. Насеље се налази на надморској висини од 97 м.